# Февраль 2022 года

Список событий февраля 2022 года.

## События
- 1 февраля
  - В эквадорской столице Кито 11 человек погибли и 15 пострадали из-за ливней и вызванного ими наводнения[1].
  - Дания отменила последние ограничения, связанные с коронавирусом, COVID-19 исключён из списка социально опасных заболеваний[2].
  - Для предотвращения дефицита и роста цен на удобрения Минсельхоз запретил экспорт из РФ аммиачной селитры в период с 2 февраля по 1 апреля 2022 года включительно[3].

- 2 февраля
  - В Сочи на канатной дороге застряли около 40 человек, на место происшествия прибыли спасатели[4].
  - Тоби Магуайр и Уиллем Дефо попали в Книгу рекордов Гиннесса в качестве актёров с самой продолжительной карьерой в Marvel в истории[5].
  - В Грозном прошёл массовый митинг участники которого сожгли портреты семьи Янгулбаевых и потребовали привлечь их к ответственности. По заявлению властей Чечни, митинг был несанкционированным и собрал более 400 тысяч человек[6]. Роспотребнадзор не смог установить организаторов митинга[7]. В тот же день депутат Адам Делимханов заявил, что отрежет головы Янгулбаевым, а также тем, кто переведёт его обращение с чеченского на русский язык[8].
  - Госдолг США достиг рекордной отметки и превысил $30 трлн, свидетельствуют данные Минфина[9].

- 3 февраля
  - В Нигерии произошли взрыв и пожар на нефтедобывающем судне, судьба экипажа пока не установлена; на судне могло быть до 2 миллионов баррелей нефти[10].
  - «Новая газета» по требованию Роскомнадзора удалила пересказы расследований ФБК о «дворце Путина» и сыновьях Мишустина[11].
  - Президент США Джо Байден сообщил о ликвидации лидера террористической организации ИГ Абу Ибрагима аль-Хашеми аль-Кураши[12][13].
  - Meta (материнская компания для Facebook) потеряла более 237 млрд долларов своей рыночной стоимости — это самое большое однодневное падение стоимости в истории фондового рынка США[14].

- 4 февраля
  - Член исламской террористической группировки Магомед Нуров приговорён к пожизненному сроку за участие в организации терактов 2010 года на станциях московского метро «Лубянка» и «Парк культуры», в результате которых погиб 41 человек и более 80 были ранены[15].
  - Мосгорсуд смягчил наказание белгородским энергетикам, осуждённым за хищение 241 млн руб. у ОАО «МРСК Центра». За 5 подсудимыми признано право на реабилитацию по обвинению в участии в преступном сообществе, от наказания за растрату они освобождены в связи с истечением сроков давности[16].
  - При крушении самолёта над плато Наска в Перу погибли 9 человек — 2 пилота и 7 пассажиров; среди них были граждане США, Чили и Нидерландов[17].
  - В Пекине прошла церемония открытия зимних Олимпийских игр-2022[18].
  - Московское бюро немецкой телерадиокомпании Deutsche Welle по требованию российских властей закрыло свой корпункт. Это требование стало из одной ряда мер, предпринятых российскими властями в ответ на запрет вещания в Германии немецкого филиала Russia Today[19].
  - В Пекине завершились трёхчасовые переговоры Путина и Си Цзиньпина, российский президент стал первым мировом лидером, с которым глава КНР встретился лицом к лицу после начала пандемии коронавируса[20].

- 5 февраля
  - Сноубордистка Зои Садовски-Синнотт стала олимпийской чемпионкой в слоупстайле, завоевав первую золотую медаль за всю историю участия Новой Зеландии в зимних Олимпийских играх[21].

- 6 февраля
  - Мужская сборная Португалии стала чемпионом Европы по мини-футболу. Сборная России на втором месте[22].
  - В столице Канады Оттаве, ставшей эпицентром протеста против антиковидных ограничений, был объявлен режим ЧС[23].
- 7 февраля
  - Олимпийские игры в Пекине: нидерландская конькобежка Ирен Вюст выиграла золото на дистанции 1500 метров и стала 6-кратной олимпийской чемпионкой. Ранее за всю историю зимних Олимпийских игр 6 и более золотых наград выигрывали шесть человек[24].
  - Сборная Сенегала стала обладателем Кубка африканских наций по футболу[25].
  - Октябрьский райсуд Санкт-Петербурга постановил арестовать Елену Медведеву, завотделением лучевой терапии в диагностическом центре на улице Сикейроса, где после обследования умерли 7 пациентов после отравления сернокислым барием[26].
  - Московский мировой суд оштрафовал на 40 тысяч рублей «Медиазону» (СМИ-иноагент) и её главного редактора Сергея Смирнова (СМИ-иноагент) на 4 тысячи рублей, из-за неуказания в новости про «санитарное дело» запрета деятельности в России Штабов Алексея Навального, признанных экстремистскими организациями, деятельность которых запрещена на территории РФ[27][28][29].
  - В Ярославской области суд арестовал депутата совета Некрасовского сельского поселения от «Единой России» Александра Бортникова и двух других фигурантов уголовного дела на два месяца. Им вменяют в вину производство наркотиков в особо крупном размере группой лиц по предварительному сговору[30][31].
  - В Москве прошли переговоры Владимира Путина и Эммануэля Макрона, посвящённые деэскалации ситуации вокруг Украины[32].

- 8 февраля
  - Зимние Олимпийские игры в Пекине: немка Натали Гайзенбергер победила в заездах одноместных саней на третьих Играх подряд и стала первой в истории 5-кратной олимпийской чемпионкой по санному спорту[33].
  - В столице Новой Зеландии Веллингтоне автоколонны протестующих против коронавирусных ограничений заблокировали движение на улицах вокруг здания парламента[34].
  - Из-за оползня в городе Доскебрадас в Колумбии погибли 14 человек, ещё 29 пострадали[35].
  - Компания SpaceX назвала потерянными 40 из запущенных ранее 49 спутников Starlink, объяснив, что они не смогли выйти на орбиту из-за магнитной бури[36][37].

- 9 февраля
  - Правительство Швеции отменило все антиковидные ограничения, решение объясняется высоким уровнем вакцинации в Швеции, а также обосновано тем, что меньше людей в стране серьёзно заболевают и попадают в отделения интенсивной терапии[38].
  - В Москве открылась IX Всероссийская выставка и форум гражданской авиации NAIS[39].

- 10 февраля
  - В Сомали произошло два взрыва за один день — в столице страны Могадишо и в городе Босасо, в двух взрывах погибли 10 человек; местные власти связывают теракты с проходящими в стране выборами[англ.][40].

- 11 февраля
  - Власти канадской провинции Онтарио ввели режим ЧС из-за продолжающихся в этой стране протестов водителей дальнобойщиков; акции протеста направлены на отмену антикоронавирусных ограничений[41].
  - Вследствие нарастающей напряжённости на российско-украинской границе, власти США, Великобритании, Нидерландов, Финляндии, Латвии, Эстонии, Северной Македонии и Черногории призвали граждан воздержаться от поездок на территорию Украины. Кроме того, Норвегия, Латвия и Нидерланды призвали уже находящихся там своих граждан вернуться обратно. Япония и Южная Корея присвоили Украине «красный рейтинг», означающий фактический запрет на въезд в страну[42].
  - Совет Федерации одобрил частичное изменение границы между Брянской и Калужской областями: Калужская область получила земли вокруг села Желтянки и передала Брянской области два других своих анклава в её границах в виде лесных массивов[43].
  - Стали недоступны все операции по кошелькам платёжной системы WebMoney в российских рублях, так как Центробанк отозвал лицензию у Консервативного коммерческого банка — расчётного банка системы WebMoney по рублёвым кошелькам[44].
  - В Новом Южном Уэльсе и Квинсленде, а также на Австралийской столичной территории коалы были включены в список видов, находящихся под угрозой исчезновения[45].
  - Спутниковые снимки показывают, что в январе было вырублено 430 км² тропических лесов Амазонки, что в пять раз больше, чем в январе прошлого года[46].

- 12 февраля
  - В Норвегии прекратили действовать большинство антикоронавирусных мер, включая ношение масок, соблюдение социальной дистанции и требование об изоляции[47].

- 14 февраля
  - В Северодвинске вынесен приговор по делу о вызвавшем широкий общественный резонанс убийстве кота Кузи, которого в течение полутора месяцев пытали Анна-Виктория Громович и её сожитель Артём Лаврентьев с целью отомстить хозяйке кота. Громович приговорена к трём годам и двум месяцам колонии-поселения, Лаврентьев — к трём годам и шести месяцам колонии общего режима[48].
  - Вице-премьер Туркменистана Сердар Бердымухамедов, сын президента Гурбангулы Бердымухамедова, выдвинут кандидатом на внеочередные президентские выборы президента Туркменистана[49].
  - Пограничный переход на мосту Амбассадор между канадским городом Уинсор и американским Детройтом возобновил работу. Мост был около недели заблокирован протестующими, и был освобождён после разгона демонстрантов усиленными нарядами полиции и задержания не менее 25 человек[50].

- 15 февраля
  - В колонии ИК-2 Покров начался судебный процесс над российским оппозиционером Алексеем Навальным, обвиняемым в мошенничестве и неуважении к суду[51].
  - Нью-йоркские врачи вылечили пациентку от вируса иммунодефицита человека при помощи пересадки стволовых клеток и переливания пуповинной крови[52].
  - Президент Сербии Александр Вучич распустил Народную скупщину и назначил досрочные выборы на 3 апреля[53].
- 16 февраля
  - В Бразилии жертвами наводнений и оползней в городе Петрополис штата Рио-де-Жанейро стали 104 человека, ещё 35 пропали без вести[54].
  - Закончился 72-й Берлинский международный кинофестиваль, главный приз присуждён картине испанского режиссёра Карлы Симон «Алькаррас», награду за лучший короткометражный фильм получила российский режиссер Анастасия Вебер за работу над картиной «Трэп»[55].

- 18 февраля
  - Зимние Олимпийские игры 2022: норвежский биатлонист Йоханнес Тиннес Бё выиграл четвёртую золотую медаль на Играх, победив в масс-старте[56].
  - В Ионическом море произошёл пожар на пассажирском пароме; с судна были спасены 278 пассажиров и членов экипажа, ещё 11 человек пропали без вести[57].
  - На Великобританию утром 18 февраля обрушился шторм «Юнис»; в стране объявлен наивысший «красный» уровень погодной опасности, ранее в Уэльсе и Англии было прекращено движение железнодорожных поездов и закрыты школы[58].
  - Главы ДНР и ЛНР объявили об эвакуации населения республик на территорию России[59].
- 19 февраля
  - В Аргентине три человека погибли в результате взрыва на заводе по производству взрывчатки; взрыв произошёл в момент выгрузки детонаторов из грузовика, погиб водитель и два сотрудника завода[60].

- 20 февраля
  - Зимние Олимпийские игры 2022:
    - в Пекине на Национальном стадионе прошла церемония закрытия Игр[61].
    - мужская сборная Финляндии по хоккею с шайбой впервые в своей истории стала олимпийским чемпионом, обыграв в финале команду ОКР со счётом 2:1[62].

  - Опубликованы первые материалы «Секретов Credit Suisse» — расследования, основанного на утечке информации из одноимённого швейцарского банка[63].
- 21 февраля
  - Президент Российской Федерации Владимир Путин подписал указ о признании независимости ЛНР и ДНР и подписал договоры о сотрудничестве и взаимопомощи с республиками[64]. Руководители США и Евросоюза решительно осудили решение России, назвав его нарушением Минских соглашений, и объявили о неизбежности новых санкций[65]. Акции на Московской бирже отреагировали резким падением[66].
  - Правительство Китая приняло решение о введении санкций против американских компаний Raytheon Technologies и Lockheed Martin за поставки вооружений на Тайвань[67].
  - В районе города Тебриз потерпел крушение самолёт ВВС Ирана, погибли 3 человека; при падении самолёт частично разрушил здание местной школы[68].

- 22 февраля
  - Премьер-министр Великобритании Борис Джонсон объявил о введении «первой волны» санкций из-за признания Россией ДНР и ЛНР. Под санкции попали банки Промсвязьбанк, Россия, Индустриальный сберегательный банк, Черноморский банк развития, Генбанк, а также Геннадий Тимченко, Борис Ротенберг и Игорь Ротенберг[69].
  - Канцлер Германии Олаф Шольц дал Минэкономики ФРГ указание приостановить сертификацию Северного потока-2 из-за признания Россией ДНР и ЛНР[70].
  - Евросоюз единогласно согласился ввести санкции из-за признания Россией ДНР и ЛНР. Под санкции попадёт 351 депутат Госдумы РФ, проголосовавших за признание ДНР и ЛНР и 27 физических и юридических лиц, «подрывающих территориальную целостность, суверенитет и независимость Украины», в том числе телеведущий и вице-спикер Госдумы Пётр Толстой, телеведущий Владимир Соловьёв, глава RT Маргарита Симоньян[71], официальный представитель МИД РФ Мария Захарова, министр обороны РФ Сергей Шойгу[72], глава администрации президента Антон Вайно[73].
  - Минфин США опубликовал указ о санкциях из-за признания Россией ДНР и ЛНР. Под санкции попали банки ВЭБ.РФ, Промсвязьбанк и 42 их дочерних компании. В числе попавших под санкции также оказались глава «Промсвязьбанка» Пётр Фрадков, сын главы РИСИ и бывшего премьер-министра России Михаила Фрадкова, член правления ВТБ Денис Бортников, сын главы ФСБ Александра Бортникова, генеральный директор VK Владимир Кириенко, сын первого заместителя главы администрации президента и бывшего премьер-министра Сергея Кириенко, футбольный клуб ЦСКА, который принадлежит ВЭБ.РФ[74].
  - Народные советы ЛНР и ДНР приняли законы о ратификации Договоров о дружбе, сотрудничестве и взаимной помощи с Российской Федерацией[75]. Государственная дума ратифицировала аналогичные договоры с республиками[76]. Россия установила дипломатические отношения с обеими республиками[77].
  - Аргентина из-за лесных пожаров обратилась за помощью к другим странам, так как не может собственными силами справиться с пожарами, площадь которых уже превышает 800 тыс. га. Провинция Корриентес, наиболее сильно пострадавшая от огня, объявлена зоной экологической катастрофы[78].

- 23 февраля
  - Президент США Джо Байден распорядился ввести санкции против оператора газопровода «Северный поток — 2» компании Nord Stream 2 AG и её исполнительного директора Маттиаса Варнига[79].
  - В Варшаве протестующие фермеры перекрыли одну из главных улиц города, колонна протестующих движется к зданию правительства; аграрии протестуют против ценовой политики на топливо и необходимые удобрения[80].
  - На Гавайях потерпел крушение вертолёт Sikorsky S61-N, в результате аварии погибли 4 человека[81].

- 24 февраля
  - Вторжение России на Украину:
    - на всей территории Украины начал действовать режим чрезвычайного положения[82]
    - президент России Владимир Путин произнёс речь о начале вторжения на Украину.
    - Украина разорвала дипломатические отношения с Россией[83].
    - российские войска захватили Чернобыльскую АЭС[84].
    - российские войска захватили аэропорт «Антонов» в 25 км от Киева[85].
    - российские войска захватили остров Змеиный в Чёрном море[86].

  - Российский теннисист Даниил Медведев обеспечил себе с 28 февраля лидерство в мировом рейтинге, сместив с первой строчки серба Новака Джоковича[87].
- 25 февраля
  - В Большом театре 24 февраля состоялась премьера «Лоэнгрина»; постановки не было на сцене московского театра с 1930-годов[88].
  - Вторжение России на Украину:
    - президент Украины Владимир Зеленский объявил о всеобщей мобилизации[89].

  - Росавиация запретила британским самолетам использовать воздушное пространство России[90].
  - Микронезия разорвала дипломатические отношения с Россией[91].
  - Абхазия признала независимость Донецкой и Луганской народных республик[92].
  - Комитет министров приостановил права России в Совете Европы[93].
- 26 февраля
  - Одномоторный самолёт Cessna 208B с 12 пассажирами и 2 членами экипажа, вылетевший из Гранд-Комор, потерпел крушение в Индийском океане; в ходе поисковой операции найдены фрагменты разбившегося самолёта, поисковые работы продолжаются[94].
  - Вторжение России на Украину:
    - российские военные уничтожили дамбу, перекрывавшую подачу воды в Северо-Крымский канал[95].

  - Ряд стран закрыли своё воздушное пространство для российских самолётов. В их числе Чехия, Польша, Болгария, Эстония, Латвия и Литва[96][97]. Россия ответила закрытием своего воздушного пространства для этих стран[98].
- 27 февраля
  - Конституционный референдум в Белоруссии. За внесение изменений и дополнений в Конституцию Республики Беларусь проголосовали 65,16 % участников референдума, внесённых в списки для голосования[99][100].
  - В Квинсленде (Австралия) 6 человек погибли из-за обрушившихся на страну ливней и наводнений; по прогнозам, непогода сохранится здесь ещё около суток[101].
  - Европейский союз закрыл своё воздушное пространство для российских самолётов[102].
- 28 февраля
  - На Курилах вулкан Эбеко выбросил столб пепла высотой 2,5 километра[103].
  - Банк России повысил ключевую ставку с 9,5 % до 20 %[104].
  - Спорт
    - ФИФА и УЕФА отстранили сборную России по футболу и российские футбольные клубы от участия в международных соревнованиях[105].
    - Международная федерация хоккея на льду (IIHF) отстранила сборные России и Белоруссии от участия в международных соревнованиях. Также было принято решение перенести проведение молодёжного чемпионата мира по хоккею с шайбой 2023 года из России в другую страну[106].
    - Евролига отстранила российские баскетбольные клубы от участия в соревновании на неопределённый срок[107].

  - Президент Украины Владимир Зеленский подписал заявку на вступление страны в Европейский союз[108].
  - В Белоруссии состоялись переговоры между российской и украинской делегациями по урегулированию ситуации на территории Украины[109].